# Dähre
Dähre est une commune allemande située dans l'arrondissement d'Altmark-Salzwedel et l'état (land) de Saxe-Anhalt. La commune appartient à la communauté d'administration de Beetzendorf-Diesdorf.

## Géographie

### Quartiers

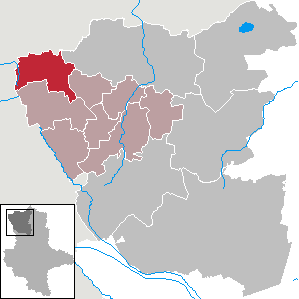
Situation de Dähre dans l'arrondissement d'Altmark-Salzwedel

| - Bonese - Dähre - Dahrendorf - Eickhorst - Fahrendorf - Hohendolsleben | - Holzhausen - Kleistau - Lagendorf - Kortenbeck - Markau - Rustenbeck | - Schmölau - Siedendolsleben - Wendischhorst - Wiewohl - Winkelstedt |